# マイケル・ウッズ (サッカー選手)
マイケル・ウッズ（Michael WOODS, 1990年4月6日 - ）は、イングランド・ヨーク出身のサッカー選手。ポジションはミッドフィルダー。ヨーク・シティFC所属。

## 経歴
プロ契約前にリーズ・ユナイテッドAFCから500万ポンドでチェルシーFCに移籍した。